# Lâu đài Trenčín
Lâu đài Trenčín (tiếng Slovak: Trenčiansky hrad, tiếng Hungary: trencséni vár) là một lâu đài ở thành phố Trenčín ở phía tây Slovakia.

## Lịch sử
Vào giữa thế kỷ 13, lâu đài là nơi ở của Nam tước Jakab Codeszneky, cận vệ vua Béla IV. Sau đó vào thế kỷ 13-14, lâu đài trở thành nơi cư ngụ của Matthew III Csák. Lâu đài là biểu tượng cho sự thống trị ở thành phố. Giếng nước được kết nối với truyền thuyết về hoàng tử Thổ Nhĩ Kỳ Omar và tình yêu to lớn của anh dành cho Fatima xinh đẹp, người mà anh phải chuộc lại bằng cách đào một cái giếng trong đá.
Lâu đài ngày nay được sử dụng như một bảo tàng trưng bày các hiện vật ghi lại lịch sử của khu vực và của lâu đài, triển lãm đồ nội thất lịch sử, vũ khí, tranh ảnh và các bộ sưu tập khảo cổ. Lâu đài được bảo vệ như một Di tích văn hóa quốc gia của Slovakia. Năm 2006, nó thu hút khoảng 100.000 du khách.